# Grand Prix of Cleveland 2005
Grand Prix of Cleveland 2005 var den femte deltävlingen i Champ Car 2005. Racet kördes den 26 juni 2005 på Burke Lakefront Airport i centrala Cleveland. Paul Tracy tog sin andra seger för säsongen, vilket ledde till att han tog över mästerskapsledningen. Cristiano da Matta kolliderade med en varvad förare och tvingades bryta, vilket gav Tracy kommandot över tävlingens händelser. A.J. Allmendinger blev tvåa, följd av Oriol Servià. Trots att Sébastien Bourdais blev av med mästerskapsledningen slutade han femma, vilket gjorde att Tracys marginal var minimal.

## Kval
| Plats   | Förare             | Team                    | Q1       | Q2       | Bäst   |
| ------- | ------------------ | ----------------------- | -------- | -------- | ------ |
| 1       | Paul Tracy         | Forsythe Racing         | 58.440   | 57.419   | 57.419 |
| 2       | Cristiano da Matta | PKV Racing              | 58.436   | 57.424   | 57.424 |
| 3       | Sébastien Bourdais | Newman/Haas Racing      | 58.576   | 57.559   | 57.559 |
| 4       | Andrew Ranger      | Mi-Jack Conquest Racing | 59.581   | 57.801   | 57.801 |
| 5       | Alex Tagliani      | Team Australia          | 58.705   | 57.836   | 57.836 |
| 6       | Oriol Servià       | Newman/Haas Racing      | 58.920   | 57.917   | 57.917 |
| 7       | Mario Domínguez    | Forsythe Racing         | 58.546   | 57.942   | 57.942 |
| 8       | Jimmy Vasser       | PKV Racing              | 58.835   | 58.029   | 58.029 |
| 9       | A. J. Allmendinger | RuSPORT                 | 59.158   | 58.126   | 58.126 |
| 10      | Tarso Marques      | Dale Coyne Racing       | 59.819   | 58.335   | 58.335 |
| 11      | Timo Glock         | Rocketsports Racing     | 59.346   | 58.385   | 58.385 |
| 12      | Ronnie Bremer      | HVM Racing              | 59.435   | 58.471   | 58.471 |
| 13      | Björn Wirdheim     | HVM Racing              | 59.970   | 58.493   | 58.493 |
| 14      | Ryan Hunter-Reay   | Rocketsports Racing     | 59.395   | 58.693   | 58.693 |
| 15      | Nelson Philippe    | Mi-Jack Conquest Racing | 59.789   | 58.844   | 58.844 |
| 16      | Justin Wilson      | RuSPORT                 | 58.986   | 1:10.166 | 58.986 |
| 17      | Ricardo Sperafico  | Dale Coyne Racing       | 1:00.390 | 59.128   | 59.128 |
| 18      | Marcus Marshall    | Team Australia          | 1:01.135 | 59.200   | 59.200 |
| Källor: |                    |                         |          |          |        |

## Loppet
| Plats                                                                | Förare             | Team                    | Varv | Tid/Bröt    | Placering | Poäng |
| -------------------------------------------------------------------- | ------------------ | ----------------------- | ---- | ----------- | --------- | ----- |
| 1                                                                    | Paul Tracy         | Forsythe Racing         | 91   | 1:45:43.856 | 1         | 33    |
| 2                                                                    | A. J. Allmendinger | RuSPORT                 | 91   | +3.113      | 9         | 28    |
| 3                                                                    | Oriol Servià       | Newman/Haas Racing      | 91   | +3.914      | 6         | 26    |
| 4                                                                    | Alex Tagliani      | Team Australia          | 91   | +10.185     | 5         | 24    |
| 5                                                                    | Sébastien Bourdais | Newman/Haas Racing      | 91   | +13.262     | 3         | 21    |
| 6                                                                    | Jimmy Vasser       | PKV Racing              | 91   | +20.361     | 8         | 19    |
| 7                                                                    | Justin Wilson      | RuSPORT                 | 91   | +23.489     | 16        | 18    |
| 8                                                                    | Andrew Ranger      | Mi-Jack Conquest Racing | 91   | +25.212     | 4         | 15    |
| 9                                                                    | Ricardo Sperafico  | Dale Coyne Racing       | 91   | +31.736     | 17        | 13    |
| 10                                                                   | Timo Glock         | Rocketsports Racing     | 91   | +47.725     | 11        | 11    |
| 11                                                                   | Tarso Marques      | Dale Coyne Racing       | 90   | +1 varv     | 10        | 10    |
| 12                                                                   | Marcus Marshall    | Team Australia          | 89   | +2 varv     | 18        | 9     |
| 13                                                                   | Nelson Philippe    | Mi-Jack Conquest Racing | 89   | +2 varv     | 15        | 8     |
| 14                                                                   | Ronnie Bremer      | HVM Racing              | 80   | Motor       | 12        | 7     |
| 15                                                                   | Björn Wirdheim     | HVM Racing              | 51   | Kontakt     | 13        | 6     |
| 16                                                                   | Cristiano da Matta | PKV Racing              | 50   | Kontakt     | 2         | 7     |
| 17                                                                   | Mario Domínguez    | Forsythe Racing         | 38   | Kontakt     | 7         | 4     |
| 18                                                                   | Ryan Hunter-Reay   | Rocketsports Racing     | 1    | Kontakt     | 14        | 3     |
| Snabbaste varv: Oriol Servià (Newman/Haas Racing) – 58.616 (varv 90) |                    |                         |      |             |           |       |
| Källor:                                                              |                    |                         |      |             |           |       |

## Ställning i mästerskapet efter loppet
| Förarmästerskapet \| Pos. \| Förare \| Poäng \| \| ----- \| ------------------ \| ----- \| \| 1 ▲ 1 \| Paul Tracy \| 128 \| \| 2 ▼ 1 \| Sébastien Bourdais \| 127 \| \| 3 ▲ 1 \| A. J. Allmendinger \| 102 \| \| 4 ▼ 1 \| Justin Wilson \| 95 \| \| 5 ▲ 2 \| Jimmy Vasser \| 82 \| |                    |       |
| Pos. | Förare             | Poäng |
| 1 ▲ 1 | Paul Tracy         | 128   |
| 2 ▼ 1 | Sébastien Bourdais | 127   |
| 3 ▲ 1 | A. J. Allmendinger | 102   |
| 4 ▼ 1 | Justin Wilson      | 95    |
| 5 ▲ 2 | Jimmy Vasser       | 82    |

- Notering: Endast de fem bästa placeringarna i mästerskapet finns med på listan.